# Nina Kiriki Hoffman

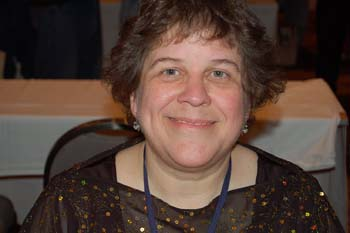
Nina Kiriki Hoffman (2006)

Nina Kiriki Hoffman (* 1955 in San Gabriel, Kalifornien) ist eine US-amerikanische Schriftstellerin, die in den Bereichen Fantasy, Science-Fiction und Horror schreibt.

## Leben
1982 war sie Teilnehmerin des renommierten Clarion Workshops für angehende Science-Fiction- und Fantasy-Autoren, bei dem sie in der Folge auch als Dozentin wirkte.
Neben der Tätigkeit als Schriftstellerin vermittelt sie an einem College das Schreiben von Kurzgeschichten und arbeitet in einer Buchhandlung in Eugene, Oregon, wo sie auch ihren Wohnsitz hat. Ihre erste Geschichte Drawing On The Kitchen Table wurde 1983 veröffentlicht.

## Werke

### Chapel Hollow
- The Thread That Binds the Bones. 1993, ISBN 0-380-77253-1 (Bram Stoker Award 1993 für “First Novel”).
- The Silent Strength of Stones. 1995, ISBN 0-380-77760-6.
- Spirits That Walk in Shadow. 2006, ISBN 0-670-06071-2.

Zur Serie gehören außerdem 17 Kurzgeschichten.

### R. L. Stine's Fear-Street-Geisterstunde
- Body Switchers from Outer Space. 1996, ISBN 0-671-00186-8 (Band 14).

Verhängnisvolle Verwandlung. Loewe, 2005, ISBN 3-7855-5360-9.
- Why I'm Not Afraid of Ghosts. 1997, ISBN 0-671-00852-8 (Band 23).

Die Geistervilla. Loewe, 2005, ISBN 3-7855-5559-8.
- I Was a Sixth-Grade Zombie. 1998, ISBN 0-307-24901-8 (Band 30).

### Weitere Romane (Auswahl)
- Child of an Ancient City. 1992, ISBN 0-7126-5492-5.

Die Stimme der Finsternis. Fischer, 1993, ISBN 3-596-11937-5.
Die Stimme der Finsternis. Klett-Cotta, 2001, ISBN 3-608-93203-8.
Diesen zur Dragonflight-Reihe gehörenden Roman schrieb Hoffman mit Tad Williams.
- Echoes. 1998, ISBN 0-671-00200-7.

Echos. Heyne, 2000, ISBN 3-453-17099-7.
Den Roman schrieb Hoffman zusammen mit Dean Wesley Smith und Kristine Kathryn Rusch. Es handelt sich um den fünfzehnten bzw. in der deutschen Übersetzung um den siebzehnten Roman zur im Star-Trek-Universum angesiedelten Fernsehserie Star Trek: Raumschiff Voyager.
- A Red Heart of Memories. 1999, ISBN 0-441-00651-5.
- A Stir of Bones. 2003, ISBN 0-670-03551-3.

### Kurzgeschichtensammlung (Auswahl)
- Time Travelers, Ghosts, and Other Visitors. 2003, ISBN 0-7862-5338-X.

## Auszeichnungen
- 1993 – Bram Stoker Award – Für den Roman The Thread That Binds the Bones in der Kategorie bestes Erstlingswerk.
- 2008 – Nebula Award – Für die Kurzgeschichte Trophy Wives